# Historieta en Italia

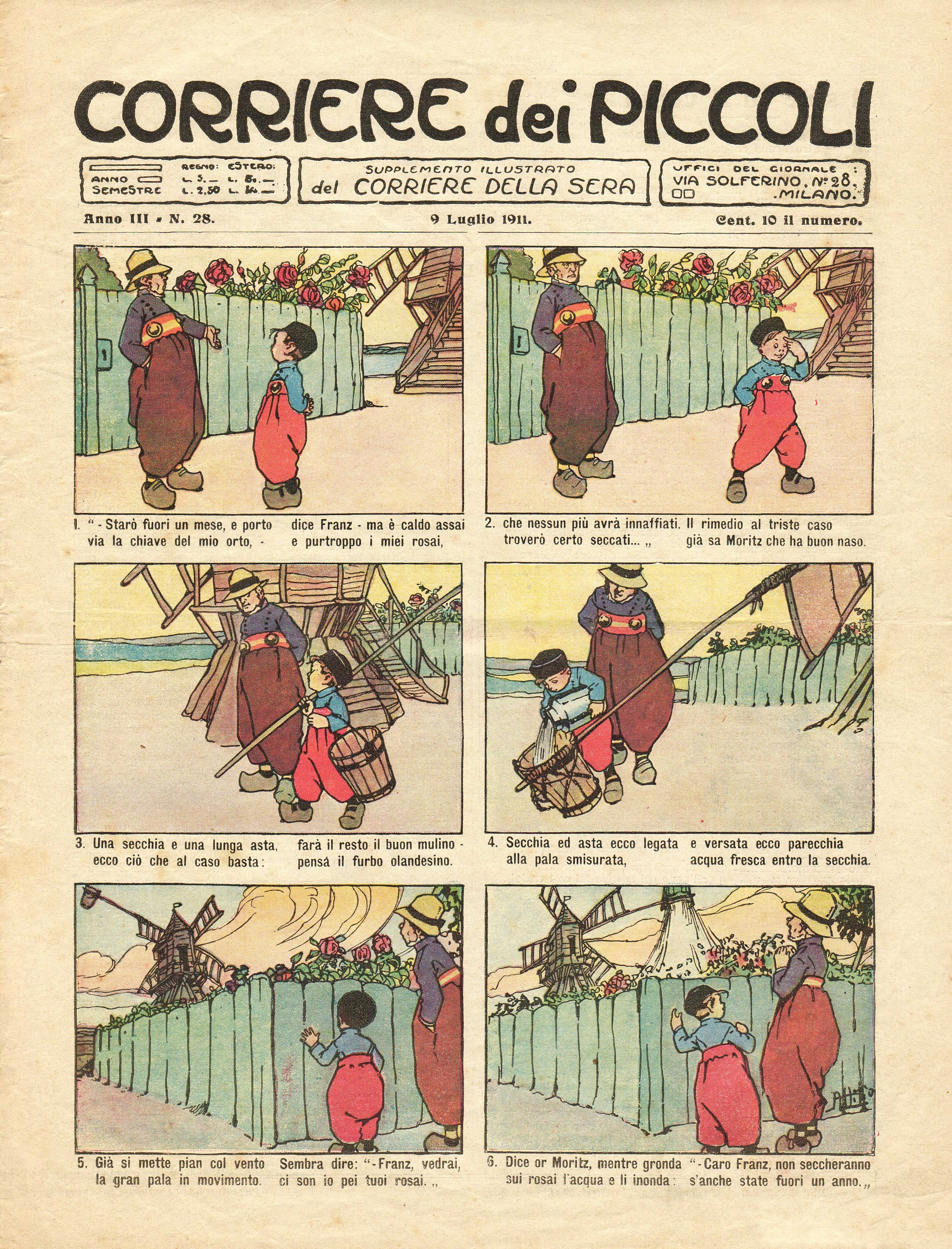
Cubierta de un Corriere dei piccoli de 1911.

La historieta o cómic italiano es una de las tradiciones de historieta más importantes a nivel europeo. A la historieta en Italia se la denomina fumetto (plural, fumetti), que traduce literalmente «bocanada de humo», en referencia al nombre del globo de diálogo o bocadillo. El cómic italiano comenzó oficialmente el 27 de diciembre de 1908 con la publicación del primer número del Corriere dei Piccoli, la primera revista italiana de historietas. El primer personaje creado en Italia fue Bilbolbul, de Attilio Mussino. A partir de la Segunda Guerra Mundial y durante el siglo XX, la tradición del cómic italiano se consolidó tanto en Italia como en el extranjero, con numerosos títulos italianos traducidos a numerosos idiomas. 

## Introducción
Oscar Masotta, al comparar a finales de los 60 el tipo de humor de las diferentes tradiciones historietísticas europeas, mencionaba «las exigencias bastante menos abstractas de una Italia sobrepolitizada y que ha soportado la experiencia de la guerra en una situación completamente distinta a los demás países de Europa».

## Historia

### Orígenes: -1918
Hasta bien avanzado el siglo XX, seguían colocándose los textos al pie de la viñeta. 
El 27 de diciembre de 1908 aparece el suplemento infantil el “Corriere dei piccoli”. En ésta y otras revistas que la imitarán publican Antonio Rubino, Attilio Mussino (Bilboul, 1908), Guido Moroni-Celsi, Gustavino o Sto (Bonaventura, 1917-53).

### El período "clásico" del Corriere dei Piccoli
Tras el triunfo del fascismo en 1922, cabe destacar a Carlo Bisi (Sor Pampurio, 1929-41), Bruno Angoletta (Marmittone, 1928), Mario Pompei, Giovanni Manca (Pier Cloruro de Lambicchi, 1930) y los cultivadores de funny animals Roberto Sgrilli y Sebastiano Craveri.

### La aventura en los años treinta
El mercado italiano es el primero de Europa donde triunfa el cómic estadounidense, gracias a revistas como "Jumbo", "Topolino", "L'Avventuroso", "L'Audace", aunque pronto Mussolini prohíbe las historietas de importación. Ya desde 1938 se desarrolla un formato apaisado, el cuadernillo de aventuras, como suplemento de las revistas. Vincenzo Baggioli y Carlo Cossio crean ese mismo año a Dick Fulmine, un superhéroe a la italiana.
Misterix (1946).

### Grupo de Venezia:Fernando CarcupinoyHugo Pratt
En 1945, una de las revistas más originales de la época nació: L'Asso di Picche, publicado en Venecia como resultado del trabajo de un grupo de artistas jóvenes venecianas incluyendo Alberto Ongaro, Damiano Damiani, Dino Battaglia, Rinaldo D'Ami y sobre todo Fernando Carcupino y Hugo Pratt. Su enfoque distintivo a la forma de arte les valió el nombre de escuela veneciana de los cómics. Entre los personajes creados para la revista eran Pratt de L'Asso di Picche, Battaglia de Junglemen, Draky y Robin Hood.

### Cada personaje, una revista: 1948-1961
En 1948 Gian Luigi Bonelli y Galep crearon  Tex Willer, un western que fue el primer gran éxito de la Editorial Bonelli. Aún hoy el personaje de fumetti más popular y leído de Italia.
Unos pocos años más tarde, fue la vez de Cocco Bill (1957), un personaje con el que Benito Jacovitti parodia el género del western.

### La intelectualidad y el fumetto nero: 1962-1974
A partir de 1962, se afianza una nueva conciencia del medio, celebrándose congresos como los de Bordighera (1965) y Lucca (1966 ), así como una Bienal Mundial de la Historieta, en el Instituto Torcuato Di Tella (1968). Se funda en abril de 1965 la revista Linus. Dino Battaglia Franco Bonvicini Pier Carpi, Magnus, Luca Novelli, Andrea Pazienza
Todavía continúan creándose series de aventuras populares como Corto Maltés (1967) de Hugo Pratt, aunque muchas de las nuevas historietas están orientadas, sin embargo, hacia un público cada vez menos infantil, como las del fumetto nero que nació en 1962 con Diabolik de las hermanas Angela y Luciana Giussani. Se producen también en 1970 de forma masiva revistas eróticas como "Biancaneve", "Hessa", "Lucifera", "Belzeba" o "Zora, la vampira"  y  en 1973 Jolanda de Milo Manara.
En 1974, se creó Lupo Alberto.
Con material argentino, se publican las revistas Sgt. Kirk (1967), Asso di Picche Comics (1967), Skorpio (1977).

### La nueva vanguardia
- Ken Parker (1977) de Giancarlo Berardi e Ivo Milazzo.
- RanXerox (1978)
- Dylan Dog (1986)
- Nathan Never (1991)
- Legs Weaver (1995).

También se crean formatos más caros, tales como álbumes o revistas de lujo y en general se busca un lector más maduro, al que ya se dirigen sin ninguna duda autores como Vittorio Giardino o Lorenzo Mattotti. Por su parte, Guido Crepax y, ya en los años 80, Milo Manara y Serpieri cultivan sin apenas disisimulo el cómic erótico y pornográfico. Revistas como Splatter (1989) dan un paso más en la explotation.
En la franquicia Disney, destacan autores como Luciano Bottaro, Giovan Battista Carpi, Giorgio Cavazzano, Romano Scarpa

### Los últimos años
Entre los nuevos autores, puede destacarse a Gianluca Maconi, vinculado al movimiento internacional de la novela gráfica.

## Artistas
Entre los artistas más importantes de la historieta italiana, se encuentran:
- Dino Battaglia
- Gian Luigi Bonelli
- Luciano Bottaro
- Guido Buzzelli
- Fernando Carcupino
- Guido Crepax
- Benito Jacovitti
- Magnus
- Milo Manara
- Hugo Pratt